# Bernhard Stengele

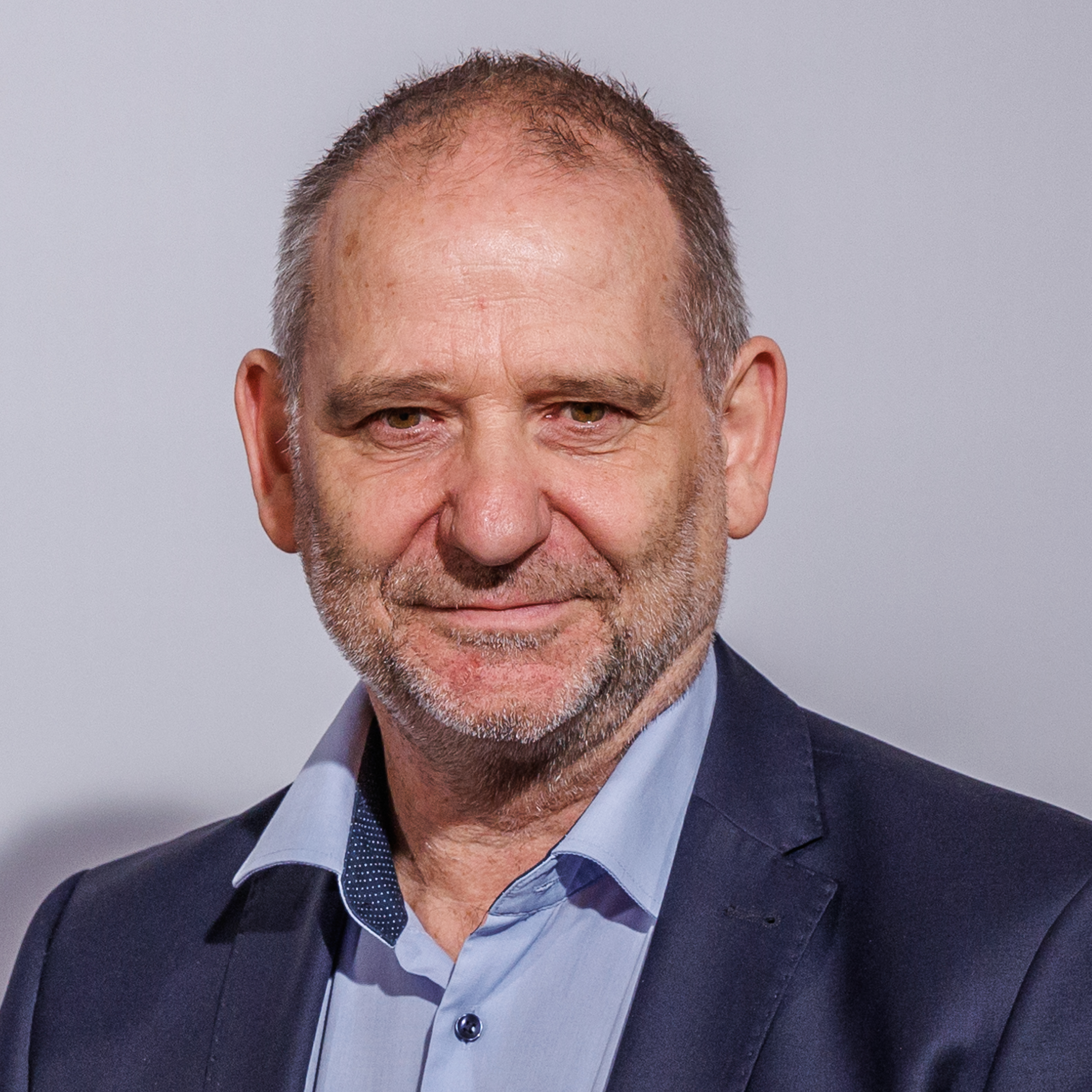
Bernhard Stengele (2024)

Bernhard Stengele (* 23. April 1963 in Wangen im Allgäu, Landkreis Ravensburg, Baden-Württemberg) ist ein deutscher  Schauspieler, Rezitator, Regisseur, Theaterleiter und Politiker (Bündnis 90/Die Grünen). Von Februar 2023 bis Dezember 2024 war er Thüringer Minister für Umwelt, Energie und Naturschutz und zweiter stellvertretender Ministerpräsident im Kabinett Ramelow II.

## Künstlerische Karriere
Stengele absolvierte seine Schauspielausbildung am Ecole Monika Pagneux et Philipp Gaullier in Paris. Nach Gastengagements am Teatro itinerante del sol (Düsseldorf/Bogotá), am Tanztheater Skoronel (Berlin), der Theaterwerkstatt Hannover und am Deutschen Schauspielhaus (Hamburg) wurde er 1992 festes Ensemblemitglied am Stadttheater Konstanz. 1996 wechselte er ans Saarländische Staatstheater in Saarbrücken, wo er auch mit ersten Regiearbeiten aufwartete. 2001 holte ihn Intendantin Dagmar Schlingmann als Schauspieler und Regisseur wieder ans Stadttheater Konstanz. Hier brachte Stengele seine beiden ersten Lyrikprogramme Sie haben nämlich Entenfüße und Hinter tausend Stäben zur Uraufführung. Von 2004 bis 2012 war er Schauspieldirektor am Mainfranken Theater Würzburg. 2012 bis 2017 wirkte er in gleicher Funktion an Theater & Philharmonie Thüringen in Altenburg und Gera. Stengele hat Koproduktionen mit Theatern in Burkina Faso, Griechenland, der Türkei und Israel erarbeitet, darunter Die Frauen von Troja (2014), eine von der Kulturstiftung des Bundes geförderte Schauspielproduktion; Les Zéros-Morts – Die Schutzlosen (2014 und 2015) und Cohn Bucky Levy Der Verlust (2017) – ebenfalls gefördert von der Kulturstiftung des Bundes sowie von der Stiftung Erinnerung, Verantwortung, Zukunft. 2007 gründete er zusammen mit Kai Christian Moritz, Ulrich Pakusch und Philipp Reinheimer das THEN-Quartett. 2017 übernahm er die Leitung des Sommertheaters Überlingen. 
Anschließend arbeitete er im Betrieb seines Bruders als Berater für Nachhaltigkeit und wirkte beim Entwicklungsprozess eines ökologischen Tiny Houses mit.

## Politische Karriere
Bei der Thüringer Landtagswahl 2019 trat er als Direktkandidat im Wahlkreis Altenburger Land II für die Grünen an. Dabei errang er 5,6 Prozent der Stimmen und verfehlte den Einzug in den Landtag.
Am 25. Januar 2020 wurde er auf einer Landesdelegiertenkonferenz zusammen mit Ann-Sophie Bohm-Eisenbrandt zum Sprecher des Landesverbandes Bündnis 90/Die Grünen Thüringen gewählt und übte das Amt bis zum 4. März 2023 aus. Sein Nachfolger wurde Max Reschke.
Nachdem die bisherige thüringische Umweltministerin Anja Siegesmund aus persönlichen Gründen und auf eigenen Wunsch Ende Januar 2023 aus allen ihren Staatsämtern geschieden war, wurde Stengele am 1. Februar 2023 als ihr Nachfolger vereidigt. Neben der Leitung des Umweltministeriums hatte er auch die Rolle des zweiten stellvertretenden Ministerpräsidenten inne. Mit dem Amtsantritt des Kabinetts Voigt schied er am 13. Dezember 2024 aus dem Ministeramt aus.
Am 3. Februar 2024 auf dem Landesparteitag von Bündnis 90/Die Grünen wurde Stengele mit 92,2 Prozent der abgegebenen Stimmen zusammen mit Madeleine Henfling, die 83,3 Prozent erhielt, zum Spitzenduo für die Landtagswahl in Thüringen 2024 gewählt, wobei Stengele auf Landeslistenplatz 2 und Henfling auf Landeslistenplatz 1 gesetzt wurde. Bei der Landtagswahl 2024 verpassten die Grünen schließlich den Wiedereinzug in den Landtag.
2024 erstattete Stengele eine Strafanzeige wegen Volksverhetzung gegen die AfD-Politiker Björn Höcke und Stefan Möller, weil diese einige Liedzeilen des Dichters Franz Langheinrich (1864–1945), der der „völkischnationalistischen Szene angehört“ habe, mit dem Titel „Rauscht ihr noch, ihr alten Wälder“ dem Programm der AfD zur Landtagswahl im September vorangestellt hatten.

## Privates
Mit seiner Freundin hat er einen gemeinsamen Sohn.

## Inszenierungen (Schauspiel)
- 2000: Warten auf Godot von Samuel Beckett am Saarländischen Staatstheater Saarbrücken (Theater St. Arnual)
- 2000: Kleine Zweifel von Theresia Walser am Saarländischen Staatstheater Saarbrücken (Theater St. Arnual)
- 2002: Herr Kolpert von David Gieselmann am Saarländischen Staatstheater Saarbrücken (Theater St. Arnual)
- 2002: Was der Butler sah von Joe Orton am Stadttheater Konstanz (Großes Haus)
- 2003: Hamlet von William Shakespeare am Stadttheater Konstanz (Großes Haus)
- 2003: Cyrano von Joe Roets am Stadttheater Konstanz (Spiegelhalle)
- 2004: Indien von Josef Hader und Alfred Dorfer am Stadttheater Konstanz (Großes Haus)
- 2004: Romeo und Julia von William Shakespeare am Stadttheater Konstanz (Sommertheater Überlingen)
- 2004: Wilhelm Tell von Friedrich Schiller am Mainfranken Theater Würzburg (Großes Haus)
- 2004: Endspiel von Samuel Beckett am Mainfranken Theater Würzburg (Kammerspiele)
- 2005: Das Riesending von Pringewitz von Thilo Reffert am Saarländischen Staatstheater Saarbrücken (Theater St. Arnual)
- 2005: Triumph der Liebe von Pierre Carlet de Marivaux am Mainfranken Theater Würzburg (Großes Haus)
- 2006: 4.48 Psychose von Sarah Kane am Mainfranken Theater Würzburg (Kammerspiele)
- 2006: Nora oder ein Puppenheim von Henrik Ibsen am Mainfranken Theater Würzburg (Kammerspiele)
- 2006: Die Zaubertrommel von Johnny Lamprecht und Bernhard Stengele am Mainfranken Theater Würzburg (Großes Haus)
- 2007: Der Diener zweier Herren von Carlo Goldoni am Mainfranken Theater Würzburg (Großes Haus)
- 2007: Dantons Tod von Georg Büchner am Mainfranken Theater Würzburg (Großes Haus)
- 2007: Die Zaubertrommel von Johnny Lamprecht und Bernhard Stengele am Saarländischen Staatstheater Saarbrücken
- 2008: Disco Pigs von Enda Walsh am Mainfranken Theater Würzburg (Kammerspiele)
- 2011: Les Funérailles du Désert – Die Stadt der Einsamen von Lilith Jordan, Paul Zoungrana und Bernhard Stengele – UA am Mainfranken Theater Würzburg (Großes Haus)
- 2012: Kasimir und Karoline von Ödön von Horvath an Theater und Philharmonie Thüringen
- 2012: Die im Dunkeln von Bernhard Stengele und Mona Becker – UA an Theater und Philharmonie Thüringen
- 2012: Bezahlt wird nicht von Dario Fo an Theater und Philharmonie Thüringen
- 2013: Ayana Rabenschwester von Bernhard Stengele und Mona Becker – UA an Theater und Philharmonie Thüringen
- 2013: Wenn es Nacht wird in Meuselwitz – Liederabend von Bernhard Stenegele – UA an Theater und Philharmonie Thüringen
- 2014: Ein Sommernachtstraum von William Shakespeare an Theater und Philharmonie Thüringen
- 2014: Die Frauen von Troja nach Euripides an Theater und Philharmonie Thüringen
- 2014 und 2015: Les Zéros-Morts – Die Schutzlosen von Paul Zoungrana und Bernhard Stengele – UA an Theater und Philharmonie Thüringen
- 2014: Tod eines Handlungsreisenden von Arthur Miller an Theater und Philharmonie Thüringen
- 2015: Barbarossa ausgeKYFFt von Manuel Kressin und Olav Kröger – UA an Theater und Philharmonie Thüringen
- 2016: Das zweischneidige Schwert von Bernhard Stengele und Petra Paschinger – UA an Theater und Philharmonie Thüringen
- 2016: So machen's alle von Manuel Kressin und Olav Kröger – UA an Theater und Philharmonie Thüringen
- 2016: Zwei Männer ganz nackt von Sébastien Thiéry – DE an Theater und Philharmonie Thüringen
- 2017: Der Hauptmann von Köpenick von Carl Zuckmayer an Theater und Philharmonie Thüringen
- 2017: Cohn Bucky Levy - Der Verlust von Mona Becker. Gaby Aldor, Mahmoud Abo Arisheh und Ensemble – UA an Theater und Philharmonie Thüringen
- 2017: Ella von Herbert Achternbusch Sommertheater Überlingen

## Inszenierungen (Oper, Operette, Musical)
- 2001: Struwwelpeter von Julian Crouch und Phelim McDermott am Stadttheater Konstanz (Großes Haus)
- 2002: Blume von Hawaii von Paul Abraham am Stadttheater Konstanz (Sommertheater Meersburg)
- 2005: Orpheus in der Unterwelt von Jacques Offenbach am Mainfranken Theater Würzburg (Großes Haus)
- 2006: Singles, eine POPerette von Tobias Bücklein und Bernhard Stengele am Mainfranken Theater Würzburg (Großes Haus)
- 2007: Jekyll & Hyde (Musical) von Frank Wildhorn und Leslie Bricusse am Saarländischen Staatstheater (Großes Haus)
- 2008: Così fan tutte von Wolfgang Amadeus Mozart am Mainfranken Theater Würzburg (Großes Haus) im Rahmen des Mozartfest Würzburg 2008
- 2010: Der Rosenkavalier von Richard Strauss am Mainfranken Theater Würzburg (Großes Haus)
- 2018: Der Vogelhändler von Carl Zeller an Theater und Philharmonie Thüringen.

## Darsteller (Auszüge)
- 1995: Yvan in Kunst von Yasmina Reza (Regie: Stefan Karthaus)
- 1996: Pegleg in The Black Rider von Robert Wilson (Regie: Nada Kokotović)
- 1996: Baal in Baal von Bertolt Brecht (Regie: Dagmar Schlingmann)
- 1998: Mercutio in Romeo und Julia von William Shakespeare
- 2004: Instetten in Effi Briest von Theodor Fontane (Regie: Reinhard Göber)
- 2005: König Ödipus in Ödipus, Tyrann von Sophokles (Regie: Stephan Suschke)
- 2012: Hermann in Die Hermannsschlacht von Heinrich von Kleist
- 2015: Kruso in Kruso von Lutz Seiler (Regie: Caro Thum)

## Balladen, Lyrik, Poesie und Rezitation
- 2003 – heute: Lyrische Programme mit Paul Amrod

- 2004 – heute: Sie haben nämlich Entenfüße – deutsche Balladen

- 2004 – heute: Hinter tausend Stäben – deutsche Lyrik

- 2006: Das Zwischenstück mit dem Feigenblatt – deutsche Lyrik von Heinrich Heine und Bertolt Brecht

- 2008 – heute: Deutschland. Ein Wintermärchen – deutsche Lyrik von Heinrich Heine (Produktion: THEN-Quartett)

- 2013: Eine europäisch-afrikanische Hommage an Albert Schweitzer mit Orgel, Trommeln und Darstellern von beiden Kontinenten

- 2017: Wenn es Nacht wird in Überlingen (Produktion: THEN-Quartett für Sommertheater Überlingen)

- 2017 – heute: Quand on n'a que l'amour – wenn uns nur Liebe bleibt – Poesie und Politik

- 2019: "Vom guten Ton" – Musik, Moneten und Manieren – Beethoven und seine Vermieter – Beethoven bei uns, Berlin

- 2019: Run to the Manger (Produktion: Konstanzer Kammerchor)

## Preise und Auszeichnungen
- 1999: Darstellerpreis der Sponsoren am saarländischen Staatstheater in Saarbrücken für die Interpretation des Macbeth.
- 2007: Sprachbewahrerpreis der Regionalgruppe 97 des Vereins deutsche Sprache.
- 2010: Preis für die beste künstlerische Gesamtleistung (Bayerische Theatertage)
- 2011: Einmaliger Sonderpreis für couragiertes Theater (Bayerische Theatertage)
- 2013: Innovationspreis (Theater-Oskar TPT)
- 2014: Beste Regie für Die im Dunkeln (Theater-Oskar TPT)
- 2014: Theater des Jahres in Thüringen (Thüringer Landeszeitung)
- 2015: Regisseur des Jahres (Thüringer Landeszeitung)
- 2017: Ehrenmedaille für besondere Verdienste (Landkreis Altenburger Land)
- 2017: Theaterpreis des Bundes für Theater und Philharmonie Thüringen[12]

## Audio
- Zwischentöne. Musik und Fragen zur Person , im Gespräch mit Marietta Schwarz, Deutschlandfunk 29. Dezember 2019, Audio-Version ohne Musik 69,47 Minuten